# Ratahan
Le ratahan (ou pasan, anciennement bentenan) est une langue austronésienne parlée dans la province de Sulawesi du Nord dans l'île de Célèbes en Indonésie. La langue est parlée dans le sud-est de la province.

## Classification
Le ratahan appartient aux langues sangiriques, un des sous-groupes rattachés, par Blust (1991), au groupe des langues philippines, avec le bantik, le sangir, le sangil et le talaud (en).

## Vocabulaire
Exemples du vocabulaire de base du ratahan :
| français | ratahan | Prononciation |
| -------- | ------- | ------------- |
| deux     | rua     |               |
| cinq     | lima    |               |
| eau      | ake     |               |
| feu      | putuŋ   |               |
| terre    | tana    |               |
| oreille  | toŋkaya |               |
| froid    | masouʔ  |               |
| grand    | lowen   |               |
| je       | yaʔ     |               |
| savoir   | mataton |               |
| dire     | maoman  |               |
| gratter  | mukao   |               |

## Sources
- (en) Liao, Hsiu-Chan, A Typology of First Person Dual pronouns and their Reconstructibility in Philippine Languages, Oceanic Linguistics, 47:1, pp. 1-29, 2008.
- (en) Sneddon, J.N, The Languages of Minahasa, North Celebes, Oceanic Linguistics, IX:1, pp. 11-36, 1970.